# Sinumelon bednalli
Sinumelon bednalli é uma espécie de gastrópode  da família Camaenidae.
É endémica da Austrália.